# Wilmington (Vermont)
Wilmington – miasto w Stanach Zjednoczonych, w stanie Vermont, w hrabstwie Windham.